# おたく

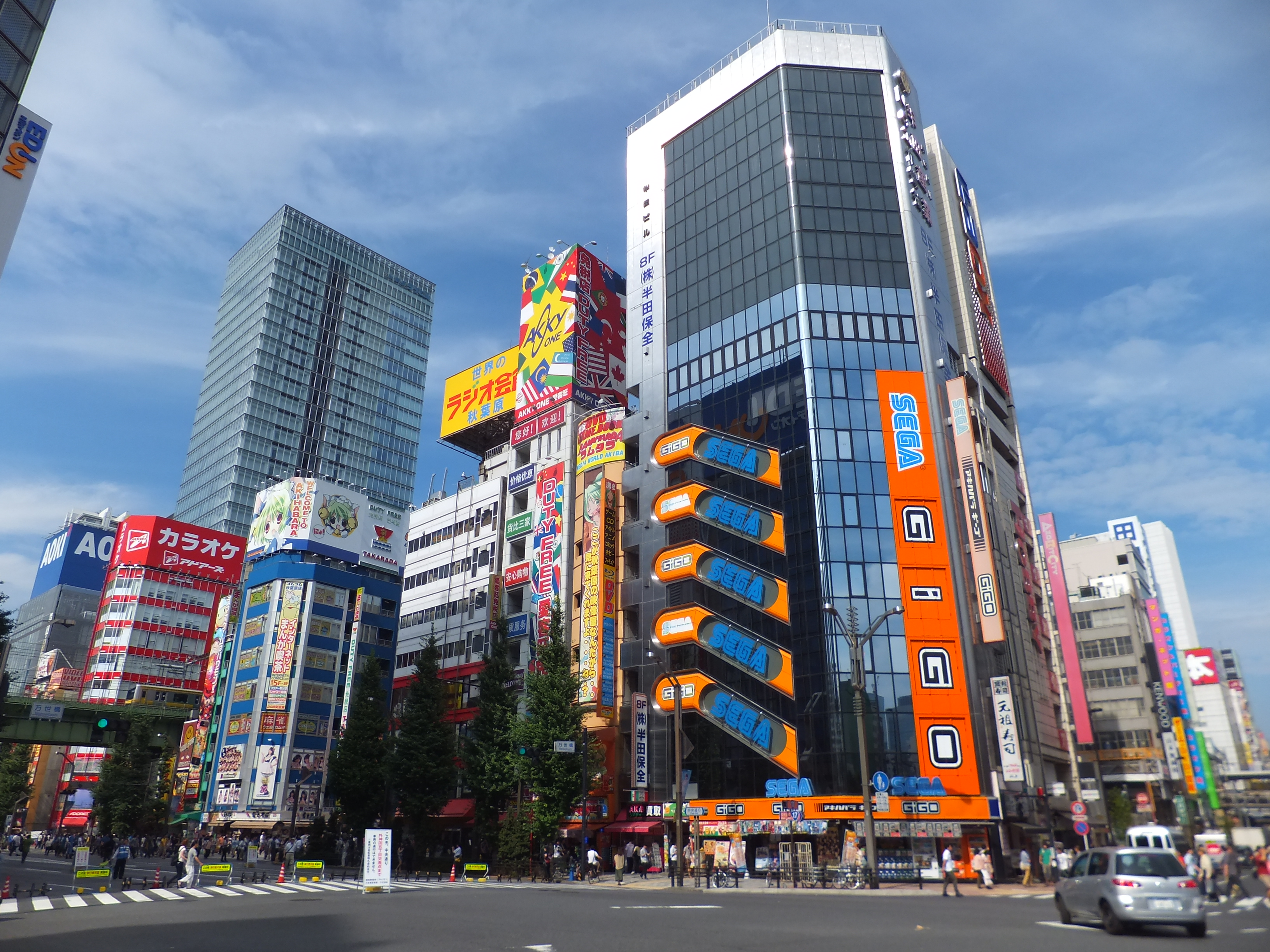
東京・秋葉原の電気街。中央通り・万世橋から第一半田ビルを望む（2013年）

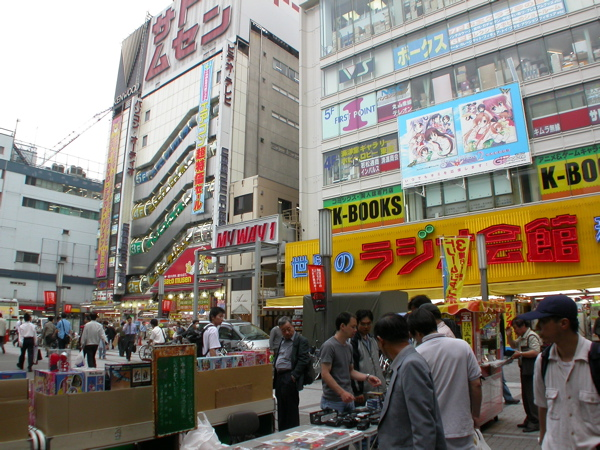
秋葉原駅頭。改装前の秋葉原ラジオ会館が見える（2003年）

おたく（オタクまたはヲタク）とは、愛好者を指す呼称で、1980年代に日本のサブカルチャーから広まった言葉である。元来の「お宅」は相手の家や家庭を指す敬称の二人称代名詞であるが、ある特定のサブカルチャーの愛好者を指し示す、現在使われている言葉としての「おたく」の起源は、1983年にコラムニストの中森明夫が「コミックマーケット」に集うSFや漫画・アニメなどの若いファン達がお互いを「おたく」と呼び合っていた現象を揶揄して、彼らを「おたく」として分類したことにある。
1989年に発覚した東京・埼玉連続幼女誘拐殺人事件において、犯人が収集していたアニメや特撮等の多数のビデオテープや漫画雑誌を、マスコミが事件と関連付けて盛んに報道したことで、世の中でオタクバッシングが起こり、皮肉にもその「おたく」の存在が世間一般に広く知られるようになった。そのため、当初は漫画やアニメ、コンピュータゲーム、アイドルなどの趣味を持つ人たちと、社会性が欠如している人間や対人コミュニケーションが不得意な人等を、十把一絡げにして指し示す否定的な意味合いを持つ言葉として使用されることが多かった。
その後、1990年代後半からのインターネットの普及やアニメや漫画、コンピュータゲーム、アイドルの社会的地位の向上によりおたくへの悪い印象は薄れ、現在では単なる「ファン」や「マニア」と同義で使われることも多い。

## 歴史

### 起源

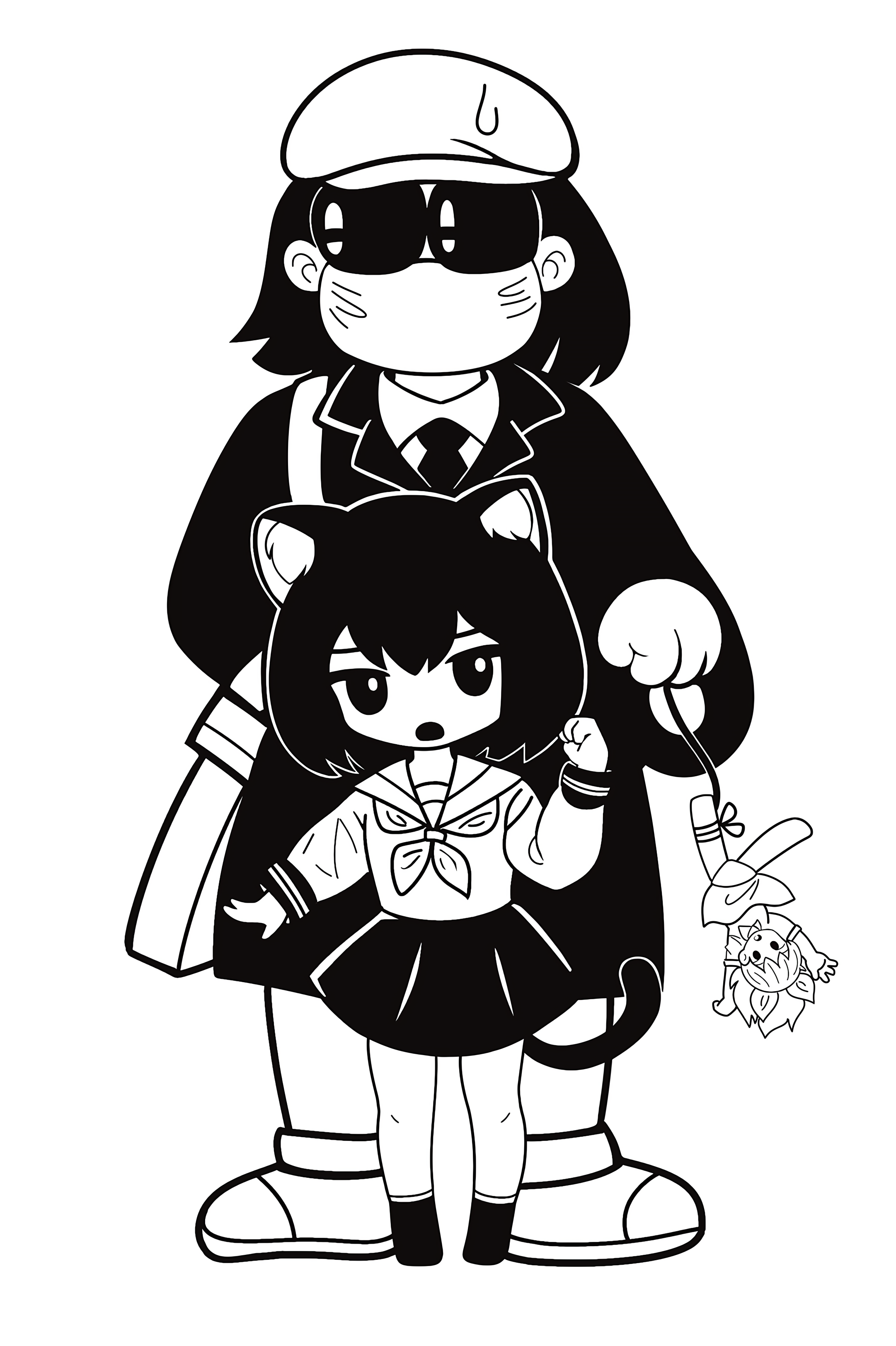
最初期のロリコン同人誌『愛栗鼠』『シベール』『幼女嗜好』を創刊し、1980年代前半のコミックマーケットに変質者のコスプレで出没していた蛭児神建。大塚英志は「中森明夫が『おたく』の語をもって外からコミケに集う人々をカリカチュアライズするより前に蛭児神建の異装は既におたく自身による『批評』としてあった」と評している。

「おたく」の元の語源は、相手の家を指す敬称である「御宅」であり、転じて相手の家庭、夫を指す二人称代名詞として使われた。1950年代からの学生運動により、青年層を中心に、相手個人を指す敬称としても使われ始めた。「あなた」や「きみ」と比べて距離をおいた呼びかけとしてその後、若者言葉のような形で一般的に使われるようになった。
「おたく」が「おたく」と呼ばれる以前の歴史は、それほど研究されていない。内田樹は、「SF」から「オタク」へのテイクオフは1960年代後期の少年文化の「過政治化」に対する反動であり、自閉的で自分の立ち位置について客観的に語ることができないとしている。
1982年から放送されたロボットアニメ『超時空要塞マクロス』の中で、主人公の一条輝がリン・ミンメイ相手に「御宅（おたく）」という二人称を使う場面があり、ファンがコミケやSF大会などでこの呼び方を真似たことで
、アニメファンの中で相手を指し示す際の「おたく」という言葉の用法が広まったとされる。
ある特定のジャンルのサブカルチャーを好きな人そのものを指し示す、現在使われている意味・言葉としての「おたく」は、日本で2番目となるロリコン漫画雑誌『漫画ブリッコ』（白夜書房、当時はセルフ出版）1983年6月号から8月号まで中森明夫が連載した『東京おとなクラブ』の出張コーナー『東京おとなクラブJr.』内のコラム「『おたく』の研究」が初出とされている。中森はコミックマーケット（コミケ）に集まる人々を「おたく」として活字で次のように表現した。
また、中森はコミケに集まる人々の他の特徴として、「ブルトレ撮りに行って線路上でひき殺されそうになる奴」（当時は「撮り鉄」という呼称はなかった）、「アニメ映画の公開前日に並んで待つ奴」、「マイコンショップでたむろってる牛乳ビン底メガネの理系少年」、「S-Fマガジンのバックナンバーと早川の金背銀背のＳＦシリーズが本棚にビシーッと揃ってる奴」、「有名進学塾に通ってて、勉強取っちゃったら単にイワシ目の愚者になっちゃうオドオドした態度のボクちゃん」などを挙げ、そうした普段は暗いのにコミケだとやたらにはしゃぐ少年少女、理系やガリ勉、そして対人コミュニケーションが不得意な人らを一括りにして、「おたく」と命名した。
中森が同連載で「中学生ぐらいのガキがコミケとかアニメ大会とかで友達に「おたくら さぁ」なんて呼びかけてるのってキモイと思わない」「けどあのスタイルでしょ、あの喋りでしょ、あのセーカクでしょ、女なんか出来るわきゃないんだよね」といった差別的な文章を書いたことで、読者から怒り・反感の投書が殺到した。編集としても静観するわけにもいかず、1983年8月号で「『おたく』の研究」は休止となり、1983年9月号の読者投稿欄「新宿マイナークラブ」では、代表的な読者の反応を掲載するとともに、編集部の大塚英志は「相手の立場をからかうなら自分の立場をふまえてからでないと、単なる誹謗中傷に終わってしまいます。その意味で非生産的な中森君の文章は困ったものだと思い、改善を求めておりました」と中森を非難した。一方、雑誌内雑誌『東京おとなクラブJr.』の担当編集者であった小形克宏（旧・緒方源次郎）は「ちょっと後味悪いけど、まあ別にいいんじゃないって思ったのに、相棒だった大塚英志さんが許さず、彼との間で議論になりました。『ブリッコ』は僕と大塚さんとできっちり担当を分けていたので、僕のページに口を出されるのは心外だったんですけど、結局大塚さんに『読者の悪口は載せられない』と言い負かされました」と同人誌のインタビューで証言しており、大塚の一連の言動は、担当者の枠を超えた越権行為まがいの容喙であったとしている。
その後、「『おたく』の研究」は1984年1月号で終了したが、大塚は1984年6月号の読者投稿欄で再度、「おたく」についての立場表明を行い、「中森氏の『おたくの研究』についてぼくは担当の緒方に対し毎回、『不快感』を表明してきました。中森氏の文章は＜健全な批判＞ではなく＜差別＞を目的としたものと目に映ったからです」と改めて非難したが、その一方で「最終的には登場をご遠慮願うことになったのですが、意外だったのは中森氏の文章に読者を含めて、相当の支持者がいたことです。たしかに感情的な文章と＜おたく＞という語の差別用語としての秀逸さ(?)は無責任におもしろがるには充分のものだったといえます。結局のところ、＜おたく＞なる語はすっかり定着してしまいました」と述べた。
岡田斗司夫は、おたくを「収容所に入れられた囚人」であるとしてこう語っている。
なお、竹熊健太郎と『漫画ブリッコ』元編集部の小形克宏は、当時を振り返って「おたく」という造語がシニカルながらも秀逸なネーミングであったことを認めつつ、命名者の中森明夫に対して、ある種の違和感を抱いていたことを次のように語っている。

竹熊 中森氏の「おたくコラム」について、担当者としてはどう考えていたんですか? そう言えば聞いた事がなかったけど。
小形 そうだなあ、「庇いきれなくてごめん」って感じだなあ。
竹熊 あれ、「差別文章」だとは思いました? 僕はきついなあ、と思ったけど、げらげら大笑いした記憶があります。
小形 そうだなあ、きつかったよねえ。でも中森氏の持ち味だからねえ。まあ、おれが感じたのは「中森くんだって、この中に書かれているおたくじゃないのかなあ」ってことかな。そして「おれもそうだなあ」ということ。そうでしょ?
竹熊 中森くんも小形くんも、僕も、大塚さんだってオタクだよね。それで、本が出て2ヶ月後のコミケでは、もうみんな「おたく」って言い合ってました。最初はオタクが自分の事を自嘲するスラングでしたよね。
小形 そうだね。でも、中森氏は一貫して「自分はオタクじゃない」って言ってる。すごい不思議だけど。大塚氏もきっと違うと思っていると思う。確かめたことないけど。
竹熊 不思議だよねえ。周囲のオタクはむしろ喜んで使ってた感じだったけどねえ。とにかく「あ、それ!」と膝を打つぴったりなネーミングだった。
小形 そうね、なんとなく意識していた程度のものに、名前が付いて以降意識せざるを得なくなった瞬間。
竹熊 なんかもやもやとあったけど、名前がついて一挙に定着した感じだよね。でもオタクが一般化したのは、やはり7年後の宮崎事件でしたね。あれでマスコミが使い出して自嘲語から差別語になった印象があります。
小形 あの時、中森氏が電話かけてきたんだよね。「大塚さんの連絡先教えて」って。「悪いけど今は知らないんだ」って答えたけど。自分から大塚氏に連携を呼びかけようとしていた。昔打ち切られたのに、偉いなあってすごく感心した。
—おたくの語源―”非”大塚英志史観の『漫画ブリッコ』再検証

### 宮崎勤事件
1988年から1989年にかけて発生した東京・埼玉連続幼女誘拐殺人事件（以下「宮﨑勤事件」）において、犯人の宮﨑勤が収集していた特撮やアニメ、ホラー映画のビデオテープ、漫画やアニメ雑誌などをマスコミ・メディアが取り上げ、「現実と虚構の区別が付かなくなり犯行に及んだ」として、センセーショナルに報じた。その際、宮崎の個室部屋が報道され、4台のビデオデッキと6000本近いVHSビデオテープが万年床を乱雑に囲んだその部屋は、犯人の異常性を示すものとして注目を浴びた。当時まだ一般に浸透していなかった“おたく”という人格類型の呼称が定着したのも、この事件によるものだった。ただ、宮崎の部屋は殺人犯特有の特殊なものというよりは、オタクの部屋にしばしばみられる傾向として、オタクたち自身にも認識されている。
この事件により、「おたく＝変質者・犯罪者予備軍」というイメージが定着し、おたくは印象の悪い言葉として広まった。この時期、「おたく」という言葉はNHKでは放送禁止用語とされ、使用できない言葉であった。現在でもこの影響は残っており、おたくを性犯罪と結びつける報道がなされることがある。そのためこれらのバッシングが集合的記憶となり、おたくの間でマスコミに対する猜疑心や被害者意識が強くなっていった。その影響は、おたくに対する偏見が薄らいだ今でも陰を落としている。

### 自称おたく評論家「宅八郎」
宮崎勤事件によって「おたく」に注目が集まる中、無署名で活動していたフリーライターが1990年に『週刊SPA!』上で、おたく評論家「宅八郎」としてデビュー。翌年の1991年にワンレングスの長髪に銀縁眼鏡、マジックハンドとアイドルのフィギュア、手提げ紙袋を持つという姿でテレビ番組に出演し、強烈なインパクトを残した。いわゆるオタク史の中の位置づけとして、宅八郎は宮崎勤事件と並んで「オタクの間違ったイメージを広めた」存在として語られることが多い。宅八郎と長年交流のあった大泉実成は、宅について、「彼にはオタクのプラス面をアピールしたいという思いがあった。ただ、その擁護の仕方がめちゃくちゃで、誤爆のようなところがあった」と振り返っている。宅のメディアでの風貌は作られたものであり、オタクに見える服を着て、おたくを演じていた。大泉は、「オタクと呼ばれていた当事者たちからは、演じていることはバレバレ。迷惑でもあっただろう」「オタクの歴史を語るうえでは、あだ花のような存在でしょう」と語る一方で、宅の著書『イカす!おたく天国』について、「負のイメージが強かったオタクを、特定の分野に特化した優秀な存在として社会に伝えた。その意味はあると思う」と評している。

### イメージの好転
1990年代前半には、依然として「おたく＝変質者・犯罪者予備軍・社会不適応者」とみなす論調があり、1991年にはコミケ幕張メッセ追放事件が起きた。
一方で1990年代後半からは、海外で日本の漫画やアニメ、ゲーム等が流通していることが徐々に知られるようになり、1995年から放送された『新世紀エヴァンゲリオン』が、社会現象と評されるほどのヒットとなって多くのメディアで取り上げられたことや、一般向け作品ではあるが1997年のスタジオジブリ作品で宮崎駿監督の『もののけ姫』が、当時のアニメ映画としては異例の興行収入193億円のメガヒットを記録するなど、アニメや漫画などが公平に報道・評価されることも増えつつあった。
そのような流れもあり、1996年にはNHKBS2で、漫画を紹介・解説する『BSマンガ夜話』が放送を開始するなど、漫画やアニメといったサブカルチャーが、小説や実写映画等といったメインカルチャーと同じ土俵で語られることも徐々に増え始めた。
また、『AKIRA』（1986年）や『GHOST IN THE SHELL / 攻殻機動隊』（1995年）といったアニメや漫画が海外のクリエイターにも大きな影響を与え、更にはその二作品にも影響を受けた、1999年公開のハリウッド映画『マトリックス』が、世界的に大ヒットを記録した事などがきっかけで、日本でも「ジャパニメーション（Japanimation）」が逆輸入的な形で評価され始めたが、一方でマスコミが評価するのはあくまで「ジャパニメーション」であって「アニメ」ではないという傾向もあった。
岡田斗司夫は、1980年代後半から1990年代までのオタクを取り巻く状況について、こう語っている。
また、岡田はこのようなおたくへの評価が好転した要因として、「オタクたちの努力だけではなく、日本経済が行き詰まっていたことも挙げられる」と述べている。財界人からもオタク文化に期待する声が寄せられた。
批評家の東浩紀も1990年代の不況と関連付けて分析をしている。

### 2000年代 インターネットの普及とオタクの広がり
2000年代前半にはインターネット利用が広がり、若年層の間で2ちゃんねるネタやFlash動画が人気を得る。
2005年（平成17年）には、アキバ系アニメオタクの青年が主人公である、2ちゃんねる発の恋愛小説『電車男』が映画化及びフジテレビのゴールデンタイムでドラマ化され、女性層や若年層を中心にヒットしたことで、宮崎事件以降長らく続いていた、オタクへの否定的なイメージが払拭されるきっかけのひとつとなった。この頃にようやく、変質者や犯罪者予備軍などといった、マイナスイメージではないオタク像が世間一般に広く認知されるようになり、マンガやアニメといった二次元文化が、カジュアルな趣味として市民権を得るようになったといえる。その市場規模については、2005年時点で4110億円（野村総研調べ）と推定され、有望な市場としても注目が集まった。
同時にオタクバッシングの波も続いており、「ゲーム脳」「フィギュア萌え族」の提唱、アニメソング「なくなってほしい」発言騒動なども起きたが、更には同年の流行語大賞に「萌え」や「メイドカフェ」がノミネートされるなど、オタク文化が世間一般に広まり始めた。
オタクという呼称そのものも半ば陳腐化し、「オタ」と気軽な呼び方で使用されたほか、「鉄オタ」「特撮オタ」のようにファンやマニアと同義に使われることが増えた。一方で、それまで副次的な要素にすぎなかった「萌え」文化も、おたく文化の主要な要素とみなされるようになり、「おたく＝何かに萌えている人」「おたく＝秋葉原にいる人」という偏見も生まれ、「オタク=アニメ・アイドルのオタク」というイメージもより一層強まる結果となった。
この頃には日本のアニメや漫画に強く影響された外国人の存在が徐々に知られるようになり、おたく文化が外国人から注目されていることが知られるようになったため、その評価が逆輸入される形でも地位は向上した。2003年（平成15年）には、おたく文化に強く影響を受けた外国人によって英語圏最大の匿名掲示板「4chan」が開設され、アニメや漫画に特化した大規模なコミュニティが英語圏にも生まれた。
2000年代後半からはYouTubeやニコニコ動画などの動画投稿サイトにより、ゲームの「実況プレイ」や、『初音ミク』を使用したVOCALOID楽曲などが流行し、同時期の深夜アニメバブルを追い風に、2006年の『涼宮ハルヒの憂鬱』などの深夜アニメ作品がインターネットで人気を博した。
2007年（平成19年）に大学生を対象に行われた調査によると、おたくが受容される傾向にあることが示され、オタク文化への認知が進んだ。調査では、自らがおたくであると思い当たるフシがある、親しい友人におたく的な人がいると答えたものが増加しており、おたくの内集団化が進んだとされる。
また、2007年には、麻生太郎外務大臣（当時）がサブカルチャーを利用して日本を代表する外交活動を行い、外国人漫画家に贈られる「国際漫画賞」を創設した。
2007年放送の『らき☆すた』では、所謂「聖地巡礼」がブームとなり、それを地元の自治体が町おこしに活用するという現象も生まれた。そうした一連の流れを「萌えおこし」と称することもあり、以降、このような聖地巡礼や萌えおこしは他作品でも一般化していくことになる。
一方で大塚英志は、世間のオタク観をこう批判している。

### 2010年代から2020年代 オタク文化の大衆化と更なる拡散
2000年代末からの「AKB48」や「ももいろクローバーZ」などのブームが拡大し、全国的なアイドルブームが起こった。AKB48のヒットにより、「推し」という言葉が一般化し、女性アイドルだけではなく男性アイドルやアニメのキャラクターなど、様々なジャンルでも使用されるようになった。
iPhoneやAndroidスマートフォンが普及し、インターネットがますます身近となった。電子掲示板、動画共有サイト、TwitterなどのSNSなどでオタク文化が拡散したことで、マニアックな話題の交流が深まった。それにより美少女キャラを起用したブラウザゲームやソーシャルゲームなどがおたく界で主要な位置を占めるようになった一方で、1990年代後半から2000年代半ばにかけて、オタク文化の中心的存在の一つだったアダルトゲーム（エロゲー）はソフトの高価格やコンテンツの多様化などの様々な理由で、衰退傾向に歯止めがかからなくなっている。
2011年、アニメ『魔法少女まどか☆マギカ』が深夜放送から異例のヒット。2016年にはアニメ『君の名は。』、特撮映画『シン・ゴジラ』が大ヒットを記録した。
2016年に登場したキズナアイを端緒としてバーチャルYoutuberがブームとなり、アニメ・漫画・ゲームに並ぶオタクのトレンドとして存在感を持つようになった。
2016年に行われた調査によると、18歳から29歳の間で好きなテレビ番組のうち、10年前から大きく伸びているジャンルが「アニメ」であり、20pt以上増加しているのに対して、「音楽」「スポーツ」が10pt以上低下している。また、若者女性も男性と同様に、大きく伸びているのは「アニメ」で、「音楽」「現代ドラマ」が約10ptダウンするなど、若者の好きなテレビ番組を2006年と比較すると、男女ともに「アニメ」が大きく上昇している。一方で、「バラエティ番組」「音楽」「スポーツ」「テレビドラマ」が低下するなど、テレビ番組に対する好みが10年間で大きく変化しており、アニメとスポーツやテレビドラマ等といった大衆文化（メインカルチャー）との、人気の逆転現象が見受けられる。
2010年代後半から、「Netflix」や「Amazonプライム・ビデオ」をはじめとした定額制動画配信サービスの台頭で、映像作品に触れる機会が多くなってきたことからオタクに憧れる若者も増えてきている。その背景として、博報堂DYメディアパートナーズの森永真弓は、世間からの「個性的でなければいけない」という外圧により、「無理して個性を作らなければいけない」と焦る若者が増えているとして、その理由を「カルチャーシーンから“メジャー”が消えてしまったから」だと分析し、「属するだけで安心できていたメジャーが消えてしまった今、彼らが探しているのは、要は“拠りどころ”なんだと思います。自分が属しているだけで、楽しいと思える場所。それが、オタクという属性です。（中略）推し活動をしているオタクはすごく輝いているから、自分もああなりたいと切望する。もしそうなれて、オタクという属性を手に入れられれば、結果的に自分は“個性的”にもなれる、と捉えている。だから正確に言えば、“オタクになりたい”んじゃなくて、“拠りどころになりうる、好きなものが欲しい”だし、それは“個性的な自分でありたい”だし、一番正直に言うなら“自己紹介欄に書く要素が欲しい”なんですよね」と語っている。
映像分野以外でも鉄道オタクの活動が活発化し、1000億とも言われる経済効果と同時に迷惑行為も問題となった。
原田曜平は、非常に多くの若者たちが、自分のことを「オタク」と自称するようになっていることを挙げ、本来であれば、サブカルチャー好きを指す言葉である「オタク」というワードが、メジャーなカルチャーにまで使われるようになってきていることに驚いたと述べている。また、話題になった作品だけをチェックしており、オタク知識は総じてそう深くない「エセオタク」が増えており、濃度の高いオタク（ガチオタ）からは「にわかオタク」と揶揄されることもある。
オタク層は選挙の動きも左右するほどになった。保守系の表現規制派の代表だった石原慎太郎が東京都知事を辞めるなどして保守派からのオタクバッシングは減少し、むしろ取り込みを図るようになる。自由民主党は2019年に「#自民党2019」として『ファイナルファンタジーシリーズ』などで知られる天野喜孝を起用し、若者向けキャンペーンを実施。これ自民の若者戦略ついては安倍晋三の若年層の支持が高かった点も指摘される。
第25回参議院議員通常選挙で自民党の山田太郎が当選した際には、オタク票を味方につけたことが勝因と評された。第26回参議院議員通常選挙では漫画家の赤松健（自民党）が比例トップ当選し、自民党内の組織票系候補者すら軽く上回っている。ライターの遠藤結万は、山田太郎の支持者の多くは「オタク」を社会から疎外され、ポリコレによって抑圧されたアイデンティティだと捉えているのだと分析している。
また、日本政府が観光資源の一環として、国策で「クールジャパン」戦略を行うようになったのも2010年代からであり、迫害から一転し、おたく文化は自民党政府お墨付きの“体制側”の文化になったとも言える。
自民党がおたく層の取り込みを図ったのに対し、リベラル系の立憲民主党と、かつては表現規制や青少年健全育成条例に関して激しく抵抗する一面もあった日本共産党は表現規制を推進していった。
おたくが自民党の支持基盤と認識され、SNSを通じて左右対立が激化し、リベラル・左派の間でおたくに対する反感がますます強まり、「表現の自由戦士」という蔑称も広がった。漫画家の山本直樹は、自民党の憲法改正案や小池百合子都知事の例や戦前のエログロの例など表現言論規制は別に左翼だけではなく、逆に左翼も現実とフィクションを混同しており、どっちもどっちとしている。
アメリカでもマーベルや『ロード・オブ・ザ・リング』などのファンである「Geek」は体制側になっているという見方がある。
2020年代前半の新型コロナウイルス感染症の流行による巣ごもり需要の拡大によりオタクコンテンツの消費者が急増し、アニメ・漫画の市場は成長を続け過去最高を記録。特に「配信」と「海外」の伸びが目覚ましく、2020年には海外アニメ市場が国内アニメ市場を上回るようにもなっている。
海外への輸出のみならず、ソーシャルゲームでは中国の原神・崩壊スターレイル、アズールレーン、韓国のブルーアーカイブ、NIKKE等、日本の萌え絵の影響を受けたキャラクターデザインを採用した作品が作られ日本でも人気を得るようになり、オタク文化の逆輸入のような現象も現れ始めている。
その一方、声優の茅野愛衣が靖国神社に参拝して炎上し、中国で配信されるゲームから追放される、声優の林原めぐみが韓国の右派YouTuberの主張を紹介して韓国の左派から批判されるなどの対立も起きている。

## おたくの変遷
「おたく」の意味や定義は世代によって大きく異なる。そのため、おたくを題材とした評論では、1960年代生まれを第一世代として10年ごとに1970年代生まれを第二世代、1980年代生まれを第三世代と、世代で分類することが多い。世代が下がるにつれて「ライトなオタクが増えている」との指摘もある。ここでは個人の違いは捨象し、世代ごとの大まかな傾向を概観する。

### オタク以前
おたくという言葉が生まれる以前は、おたくの同義語として、主に「マニア」やきちがいを略して「○○キチ」（釣りキチ等）「ファンダム」等と呼ばれていた。日本SF大会、全国アニメーション総会などのイベントも行われていた。戦時中は規制されていた鉄道趣味も戦後徐々に活動を再開した。
目立った活動を行っていた集団としてSFと特撮ファンが挙げられ、流行した作品に『キング・コング』（1933年）や『原子怪獣現わる』（1953年）初代『ゴジラ』（1954年）『キングコング対ゴジラ』（1962年）『大魔神』（1966年）『2001年宇宙の旅』（1968年）「猿の惑星シリーズ」（1968年～1973年）や、『鉄人28号』等がある。

### オタク第一世代（1960年代生まれ）
テレビの発展と共に育った世代で、アニメに抵抗のない最初の世代といえる。
幼少期、少年期に流行したテレビ番組に第1期『ウルトラシリーズ』（Q・マン・セブン）、『仮面の忍者 赤影』の再放送や各種の『スーパー戦隊シリーズ』など実写特撮もののほか、『オバケのQ太郎』（モノクロ版）、『魔法使いサリー』、『巨人の星』、『8時だョ!全員集合』、『仮面ライダー』、『天才バカボン』、『世界名作劇場』シリーズ、『ルパン三世』、『マジンガーZ』、『宇宙戦艦ヤマト』などがある。学習塾が急速に普及した世代であり、下校後に「習い事」に向かう富裕層とは別に再放送される米国アニメや米国ドラマ、日本アニメ、時代劇などを熱心に視聴するカギっ子が定着したのもこの世代である。
怪獣ブーム・変身ブームを体験した世代であり、特撮オタクとなった者も多い。
いわゆる断層の世代（概ね中期しらけ世代の世代）、もしくは新人類（概ね後期しらけ世代からバブル世代までの世代）である。
「大人になったらアニメや漫画は卒業する」という考え方がまだ根強い時代でもあったため、同世代の大半はインドアなオタク文化ではなく、主に電通などの広告代理店やフジテレビやホイチョイ等が主導していた、ネアカな恋愛至上主義的文化や、スキーブーム等のアウトドア、セゾン文化を消費するのが主流であった。そのため、オタク文化がまだ珍しいサブカルチャーとしてネクラ扱いされつつも容認されていた時代に青年期を過ごしている。
大塚英志は本来「新人類」と「オタク」は「人の目を気にしなくていい」という同一の文化だったのに、朝日ジャーナルのために「新人類」のほうだけが文化人化されたとしている。
1989年に発生した東京・埼玉連続幼女誘拐殺人事件の犯人が同世代であったため、主に年長者やオタク趣味を持たない同世代から、偏見や差別を受ける原因にもなった。

### オタク第二世代（1970年代生まれ）
前の世代が作り上げた爛熟し細分化したオタク系文化を10代で享受した世代。
いわゆる団塊ジュニア・氷河期世代である。
代表的な出来事として、『週刊少年マガジン』『週刊少年サンデー』『週刊少年ジャンプ』などの少年漫画誌の隆盛、『機動戦士ガンダム』や『銀河鉄道999』『うる星やつら』に代表されるアニメブームやガンプラブーム、「ファミリーコンピュータ」（1983年）が思春期に直撃した世代でありゲーム依存症が社会問題となった最初期の世代である。家庭用ゲーム機の普及、『ゼビウス』（1983年）などのアーケードゲームのブーム、「PC-9800」や「MSX」等のホビーパソコン（マイコン）ブーム、『スター・ウォーズ』（1977年）『E.T.』（1982年）『ターミネーター』（1984年）『ブレードランナー』（1982年）などのSF映画やサイバーパンク作品の世界的なブームなどが挙げられる。
アニメ雑誌の相次ぐ創刊、「アニメイト」などの専門店の創業、コミックマーケットの大規模化、美少女ゲームやアダルトゲームの登場など、オタク文化や二次元文化が急速に発展する一方で、オタク第一世代と同様に、青年期に発生した東京・埼玉連続幼女誘拐殺人事件によってオタクバッシングが激化し、偏見・差別に晒された世代であった。
このあたりの世代のアニメの作り手は比較的少なく、ゲーム業界に流れたことが原因ではないかと指摘されている。

### オタク第三世代（1980年代生まれ）
後期ポスト団塊ジュニア世代～プレッシャー世代。就職氷河期の後半の世代にあたる。
彼らの少年期は、1990年代初頭にかけて前述の連続幼女誘拐殺人事件によるオタクバッシングの余波が続き、神戸連続児童殺傷事件以降の少年犯罪報道の激化などいくつかの動きと重なってアニメの性的表現、残虐・暴力描写の自主規制が行われる時代であった。またキレる17歳論やゲーム脳論などにも晒された。
1980年代から盛んに行われた小説、漫画、アニメ、ゲームなどの複数のメディアを通じて展開する“メディアミックス”が主流となり、ヒット作が複数のメディアに派生し、一つのメディアだけにとどまることが少なくなった。
『新世紀エヴァンゲリオン』(1995年)や「PlayStation」(1994年)の大ヒットで、アニメやコンピュータゲームが趣味の一つとして市民権を得るようになり、メインカルチャーとサブカルチャーの差が薄れ始めた世代といえる。
「Windows 95」の日本語版発売もこの時期で、インターネットが個人にも普及し始めた世代でもある。
ゲームでは『ストリートファイター2』(1991年)などの格闘ゲームや、『ときめきメモリアル』(1994年)などの恋愛シミュレーションゲームが多数ヒットするようになり、ゲームのキャラクターがアニメや漫画のキャラクターと同等の人気を博すようになった時代である。

### オタク第四世代（1990年代生まれ）
ブロードバンドが普及し、家庭でのインターネット利用が一般的な環境の中に育った。「Windows XP」（2001年）世代でもある。
この世代はゆとり世代論により年少期からバッシングに晒され、また地上波テレビ等で自主規制が強まった後に育っている。
一方で、インターネットの普及により「2ちゃんねる」（1999年）、2000年代前半から中盤のFlash動画黄金期、深夜アニメの隆盛、「YouTube」（2005年）や「ニコニコ動画」(2006年)などの動画投稿サイトの台頭、実況プレイなどのネット動画ブーム、『初音ミク』（2007年）等のVOCALOIDブーム、「ハルヒダンス」などの「踊ってみた」ブーム等、ネット発の様々な流行を体験した。
2005年には、おたくを肯定的に描いた、2ちゃんねる発の恋愛作品『電車男』が映画化・ドラマ化され共に大ヒットしたことや、同年の流行語大賞に「萌え」及び「メイドカフェ」がノミネートされるなど、一般社会へオタク文化が急速に浸透し、10代でオタク趣味に傾倒する人が増えた。学校でアニメやゲームが話題に上がることも多く、宮崎事件の後に産まれていることもあって、オタク趣味やオタク文化に対する恥や後ろめたさがほとんどないことが特徴で、オタクの低年齢化が一気に進んだ。このため、かつてのトレンディドラマやJ-POP、洋画、スポーツ、車等といった、一般的な大衆文化（メインカルチャー）やアウトドア等と並んでオタク文化もごく普通に消費されるようになり、オタク文化が大衆文化やメインカルチャーに内包されるようになった最初の世代であるといえる。